# Спора
- 1. Споре централно
- 2. Споре терминал са инклузивним телом (протеин)
- 3. Споре, бактерија се шири у клупском облику
- 4. Централна спора, бактерија растворена као вретено ("Clostridium-Form")
- 5. Споре терминал, округли (Plectridium)
- 6. Латерална спора, бактерија се раширила као вретено

Неке штапићасте бактерије имају способност стварања отпорног облика названог спора и такве се бактерије називају спорогене бактерије. Спора је округло или овално телашце које може бити смештено било где у цитоплазми и то су ендоспоре. Смештај и величина спора су специфични за сваку врсту бактерија, па то може да служи за идентификацију. Свака бактерија прави само једну спору. Егзоспоре праве само неке бактерије и служе за размножавање.

## Структура споре
Структура спора гледано од центра споре према спољашњем зиду:
- срж споре садржи: 
  - нуклеоид,
  - рибозоме,
  - пуно ензима,
  - пуно -дипиколината (стабилише ДНК) и може рећи да је то згуснута цитоплазма.
- ћелијски зид окружује срж
- дебела кора је од пептогликана (cortex)
- унутрашњи зид је од кератина
- спољашњи зид (егзоспоријум)

## Отпорност споре
У спорама су нађени антигени којих нема у вегетативном облику бактерија.
Споре су отпорне на: 
- исушивање,
- високе температуре,
- дезинфицијенсе, а то је све због:
- дебеле коре,
- смањеног присуства воде,
- смањеног метаболизма,
- високе концентрације Ca-дипиколината.

## Спорулација
Бактерија прави спору када настану неповољни услови за живот.
Неповољни услови за живот су:
- смањена температура,
- неповољни ,
- присуство или одсуство кисеоника (зависи да ли је бактерија аеробна или не),
- мањак хране,
- присутност неких отровних материја за бактерију.

Кад бактерија одлучи да направи спору, она се тада повећа, удвостручи се количина ДНК али се бактерија не подели. Прва видљива фаза је згушњавање ДНК и померање према једном крају бактерије, куда иду и остала цитоплазматска телашца. Затим се мембрана уврне тако да заокружи тај део згуснуте цитоплазме и направи двослојну мембрану. Унутар те двослојне мембране је срж споре. Та творевина је предспора. Од те двослојне мембране настају остале опне. Тело бактерије у којој се налази спора назива се спорангија.

## Герминација
Кад спора дође у повољне услове живота прелази назад у вегетативни облик. То се зове клијање или герминација. Осим повољних услова за живот, мора постојати и неки фактор за активирање: 
- повишена температура,
- одређена pH вредност,
- нека једињења,

Без без тог фактора за активирање спора неће проклијати ни на обогаћеним подлогама. Повећани притисак у спори изазива пуцање зида и садржај споре се враћа у старе границе.

## Бојење спора микробиолошким бојама
Споре тешко примају микробиолошке боје, па се на обојеном препарату виде као необојена мјеста. Први знак клијања је да спора изгуби рефрактилност (лом светлости), набубри и почне примати микробиолошке боје којима се иначе спора не може обојити.